# Calasparra
Calasparra é um município espanhol da Região de Múrcia, situado na comarca do Noroeste. Conta com 10.161 habitantes (INE 2023). Calasparra é conhecida pelo seu arroz (especialmente a variedade bomba), que possui denominação de origem.

## Geografia
Calasparra está situado na comarca murciana do Noroeste, na sua zona mais baixa em termos de altitude, o que faz com que os cursos de água da zona montanhosa da comarca confluam em direção ao Rio Segura, que atravessa o município.
O município está delimitado pela Sierra del Puerto ao norte (que faz fronteira com o termo albacetense de Hellín), pelo Rio Alhárabe e pelo Rio Segura a oeste (que fazem fronteira com Moratalla), por Cehegín ao sul (de onde chega o Rio Argos, que atravessa o município e margeia o núcleo de Calasparra), e por Cieza a leste, além de uma pequena porção do termo de Mula, com o qual faz fronteira no sudeste.
A população de Calasparra encontra-se aproximadamente no centro, nas estribações da Sierra del Molino, contando aos seus pés com a ampla várzea de arroz que lhe dá fama, atravessada pelo Rio Segura. Nas suas proximidades ocorre a união deste último com o Rio Argos. Na parte oriental do município, transcorre o último trecho do Rio Quípar, onde se destaca o Reservatório de Alfonso XIII, que represa as suas águas.

## Natureza
- Cañón de Almadenes, no Rio Segura
- Paraje de Cañaverosa, no Rio Segura
- Cueva del Puerto, na Sierra del Puerto
- Cueva de los Monigotes, à beira do Rio Segura, com pinturas rupestres declaradas Patrimônio da Humanidade como parte da Arte rupestre da bacia mediterrânica da Península Ibérica
- Sierra del Molino
- Sierra San Miguel
- Cerro Negro

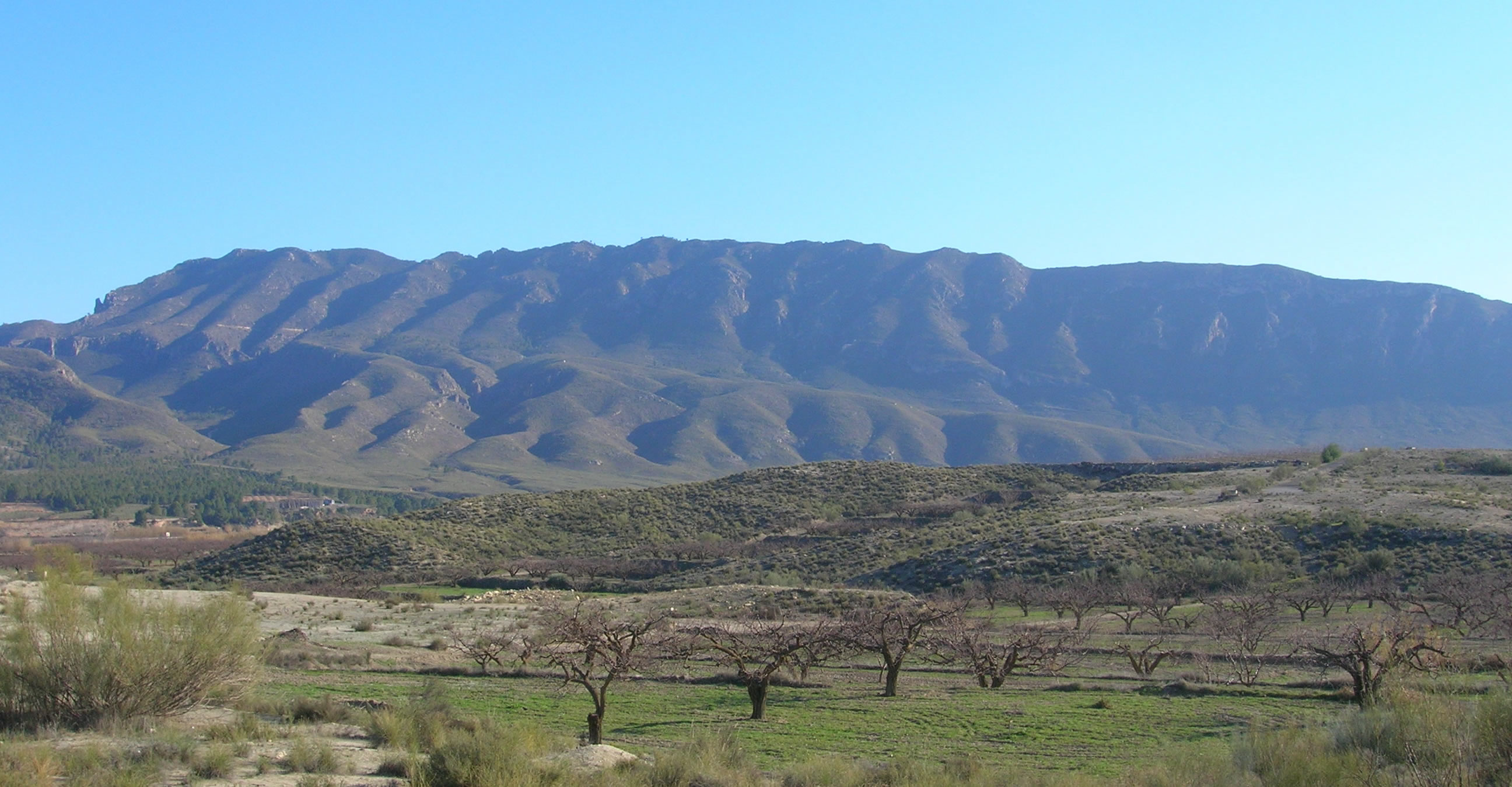
Sierra del Molino vista da estrada de la Venta del Olivo (lado norte)
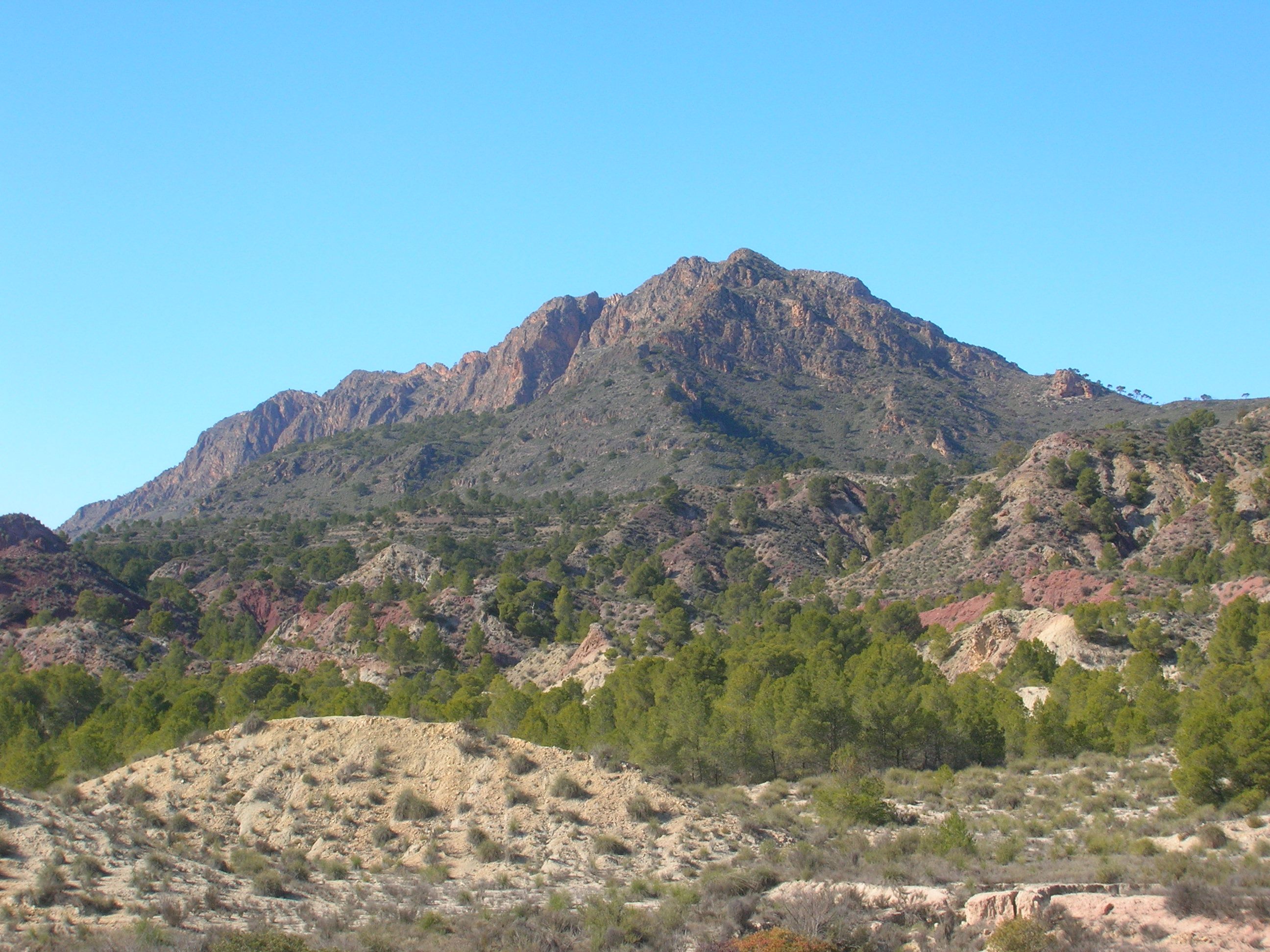
Sierra del Molino vista do reservatório de Alfonso XIII (lado SE)
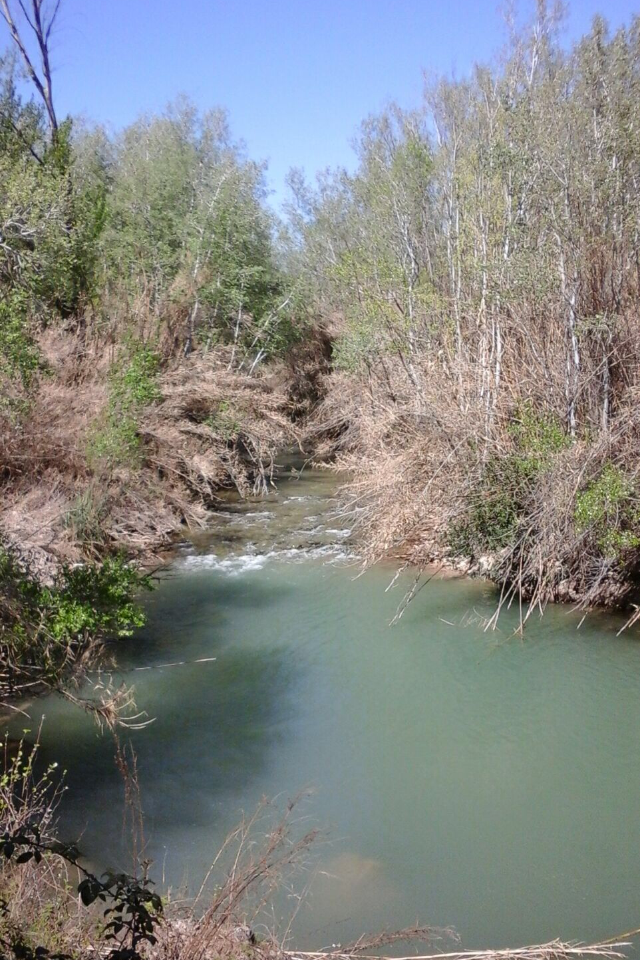
Bosque de galeria no paraje de Cañaverosa
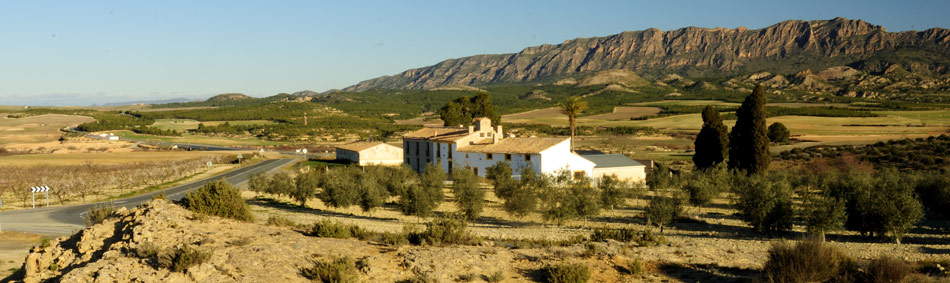
Campos de Gilico

## Demografia
| Variação demográfica do município entre 1991 e 2004 | Variação demográfica do município entre 1991 e 2004 | Variação demográfica do município entre 1991 e 2004 | Variação demográfica do município entre 1991 e 2004 |
| --------------------------------------------------- | --------------------------------------------------- | --------------------------------------------------- | --------------------------------------------------- |
| 1991                                                | 1996                                                | 2001                                                | 2004                                                |
| 8745                                                | 8917                                                | 9258                                                | 9674                                                |

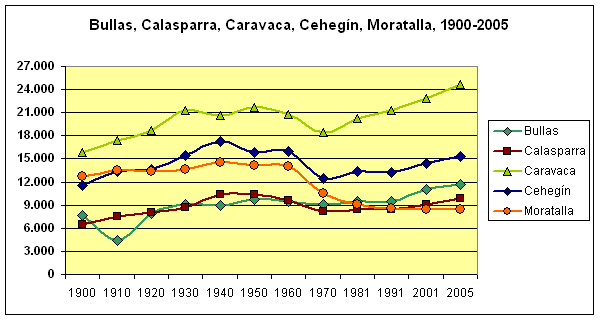
Evolução demográfica no contexto dos municípios da comarca. Calasparra, em granada, segue uma linha paralela, principalmente à de Bullas.

A evolução demográfica de Calasparra reproduz a variante menos extrema dos povos da região, porque o declínio posterior a 1950 foi relativamente pouco pronunciado (uma redução de 20% nos primeiros vinte anos) e estabilizou-se antes do que em vários municípios vizinhos. Atualmente, a população está crescendo, principalmente devido à imigração hispano-americana e britânica (esta última, associada no futuro a vários grandes projetos residenciais); especificamente e de forma regular, cerca de 200 habitantes por ano desde 2001. Segundo o censo INE de 2006, a população era de 9.969 habitantes, dos quais 10,06% eram de nacionalidade estrangeira.

## Arroz
O arroz é o produto por excelência de Calasparra e, junto com o arroz de Ebro e o de Valencia, são os três únicos arrozes espanhóis com denominação de origem. A D.O. Calasparra foi reconhecida em 1986, embora o cultivo de arroz na região remonte ao século XVIII.
Essa variedade de arroz requer uma maior quantidade de água e um tempo de cozimento mais longo, o que faz com que o grão inche mais e absorva melhor os outros sabores. A colheita ocorre entre outubro e novembro. A área da denominação de origem "arroz de Calasparra" abrange os municípios de Calasparra, Moratalla e Hellín (Albacete).

## Administração e politica
A atual prefeita é Teresa García Sánchez (PSOE), eleita em 17 de junho de 2023, após obter nove vereadores e, assim, garantir uma nova maioria absoluta nas eleições municipais de 2023. Ela ingressou na equipe de governo em 2015, acompanhada por José Vélez, e assumiu a prefeitura em 26 de fevereiro de 2020, quando Vélez foi nomeado Delegado do Governo de Espanha na Região de Múrcia.
| Partido                                  | 2023    | Vereadores | 2019    | Vereadores |
| Partido                                  | % Votos | Vereadores | % Votos | Vereadores |
| ---------------------------------------- | ------- | ---------- | ------- | ---------- |
| Partido Socialista Obrero Español (PSOE) | 50,58 % | 9          | 56,48 % | 11         |
| Partido Popular (PP)                     | 34,2 %  | 6          | 25,3 %  | 4          |
| Vox (VOX)                                | 8,07 %  | 1          | -       | -          |
| Calasparra Viva (CAVV)                   | 6,33 %  | 1          | 9,05 %  | 1          |

### Prefeitos
| Prefeitos                   | ínicio | Fim        | Partido  |
| --------------------------- | ------ | ---------- | -------- |
| Francisco Javier Pérez Mayo | 1979   | 1987       | PSP-PSOE |
| Antonio Sánchez Moreno      | 1987   | 1995       | PSOE     |
| Juan Fernández Montoya      | 1995   | 1999       | PSOE     |
| Jesús Navarro Jiménez       | 1999   | 2014       | PSOE     |
| José Vélez Fernández        | 2014   | 2020       | PSOE     |
| Teresa García Sánchez       | 2020   | Atualidade | PSOE     |

## Patrimônio histórico e arquitetonico
- Castelo de San Juan (séculos XIII-XVII).

O Castelo de Calasparra é mencionado explicitamente na Carta de Doação de Sancho IV à Ordem de São João de Jerusalém em 1289 e na Carta Puebla de 1412, o que sugere que já existia antes da ocupação cristã. Seria um Hisn, termo que designaria uma fortificação com dupla muralha capaz de abrigar uma pequena população em caso de necessidade.

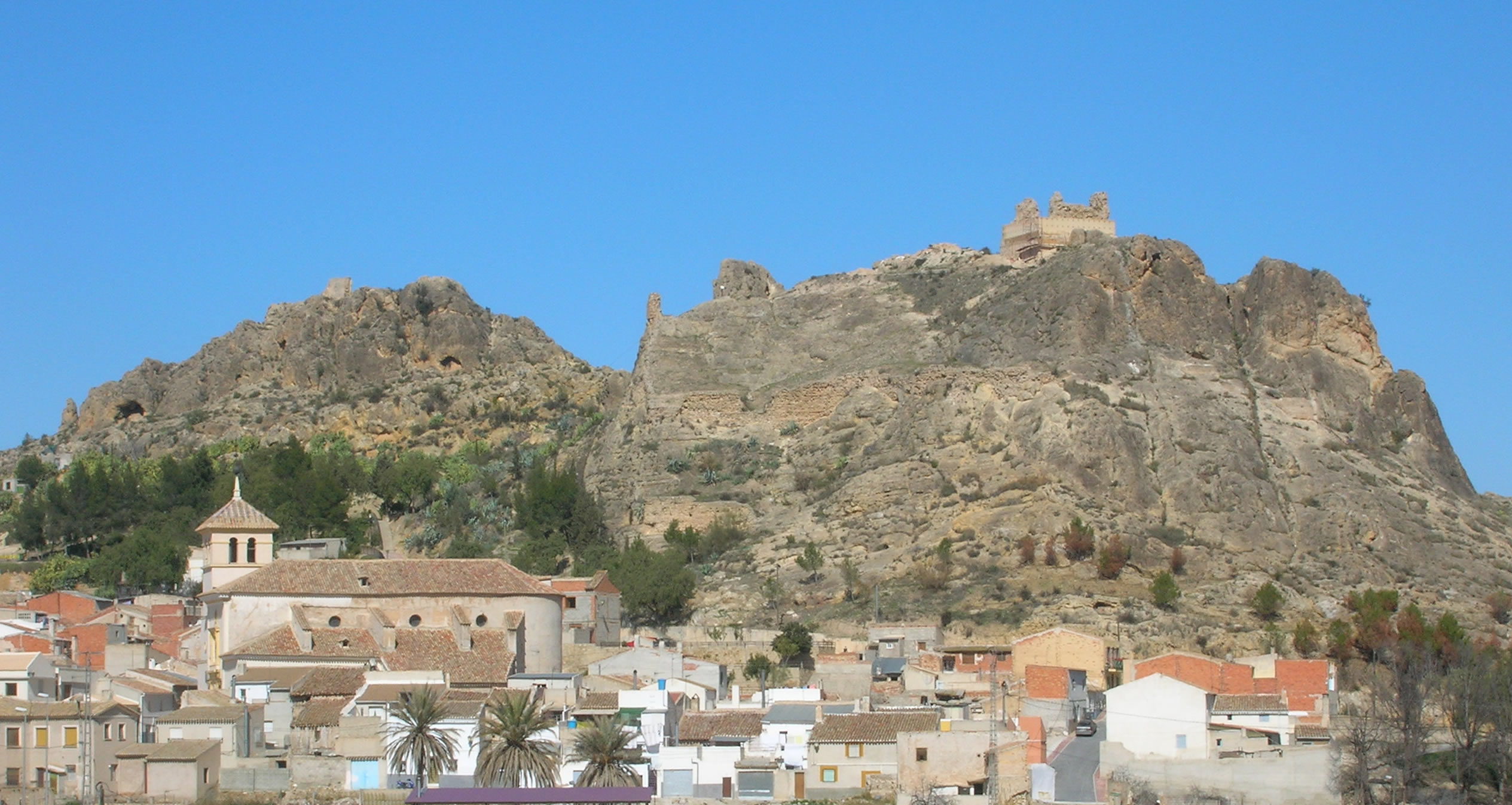
Os vestígios do castelo árabe em Calasparra

O castelo caiu em desuso após a refundação da Vila e a construção do Palácio da Encomienda (1412). A torre, como torre de menagem, era mais adequada para juramentos e cerimônias. Consistia em três corpos decrescentes coroados por um telhado de duas águas, e dada sua importância simbólica, foram realizadas sucessivas reparações na torre até 1690. Na metade do século XIX, já se encontrava em franco estado de deterioração.
Em 1990, foi publicado um breve esboço do plano do castelo, elaborado por Jesús Moreno Botía. Em 2007, sob a prefeitura de D. Jesús Navarro, começaram as obras de restauração do castelo, com alargamento da via de acesso, às custas da muela, e o encascalhamento das ruínas.
Em 2008, foi publicado o primeiro trabalho de pesquisa sobre o castelo, junto com um croqui do plano baseado nos restos existentes e em seis fotografias aéreas tiradas entre 1925 e 1990; a lista de alcaides e a transcrição da ata notarial do pleito de homenagem do alcaide Francisco Mateos Pérez de Rendón em 1636.
- Igreja dos Santos Mártires Abdón e Senén (séculos XVII-XX).

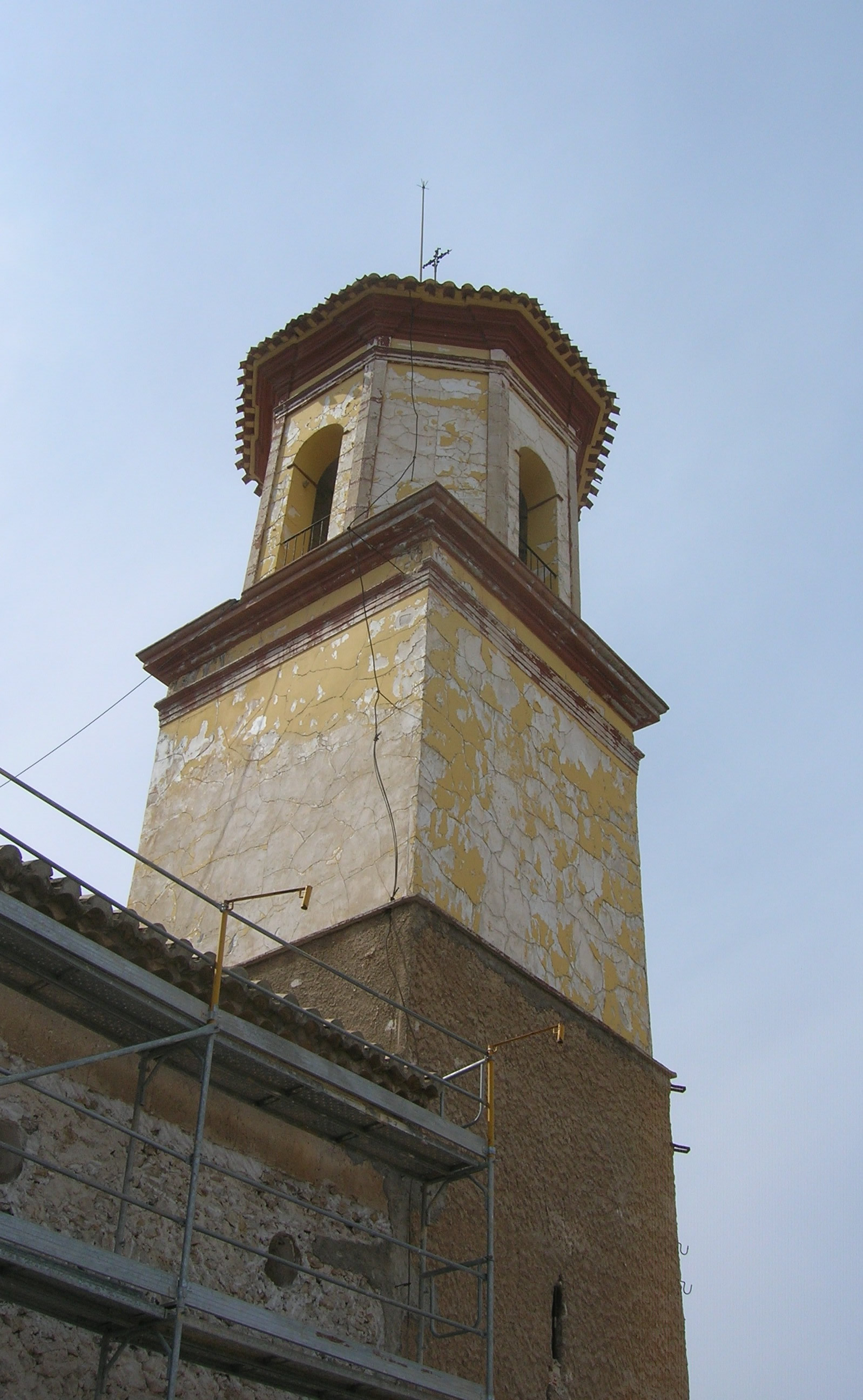
Campanário da Igreja dos Santos Abdón e Senén (em restauração).

Construída por volta de 1604 por Pedro Fernández de Orozco, foi demolida e reconstruída entre 1735 e 1803. Passou por uma nova restauração entre 1923 e 1927. No seu interior, destaca-se o retábulo principal, de estuque (século XVIII), que abriga as imagens dos Santos Mártires Abdón e Senén. As esculturas foram realizadas pelo escultor valenciano José Dies (1942), substituindo as anteriores, que foram queimadas após o início da Guerra Civil Espanhola. A igreja é sede da Antiga e Venerável Irmandade do Sangue de Cristo e da Vera Cruz, abrigando a importante coleção de escultura religiosa desta associação, criada pelos artistas José Dies, José Zamorano e Damián Guirado. Foi restaurada novamente em 2006.
- Igreja de São Pedro (séculos XV-XIX).

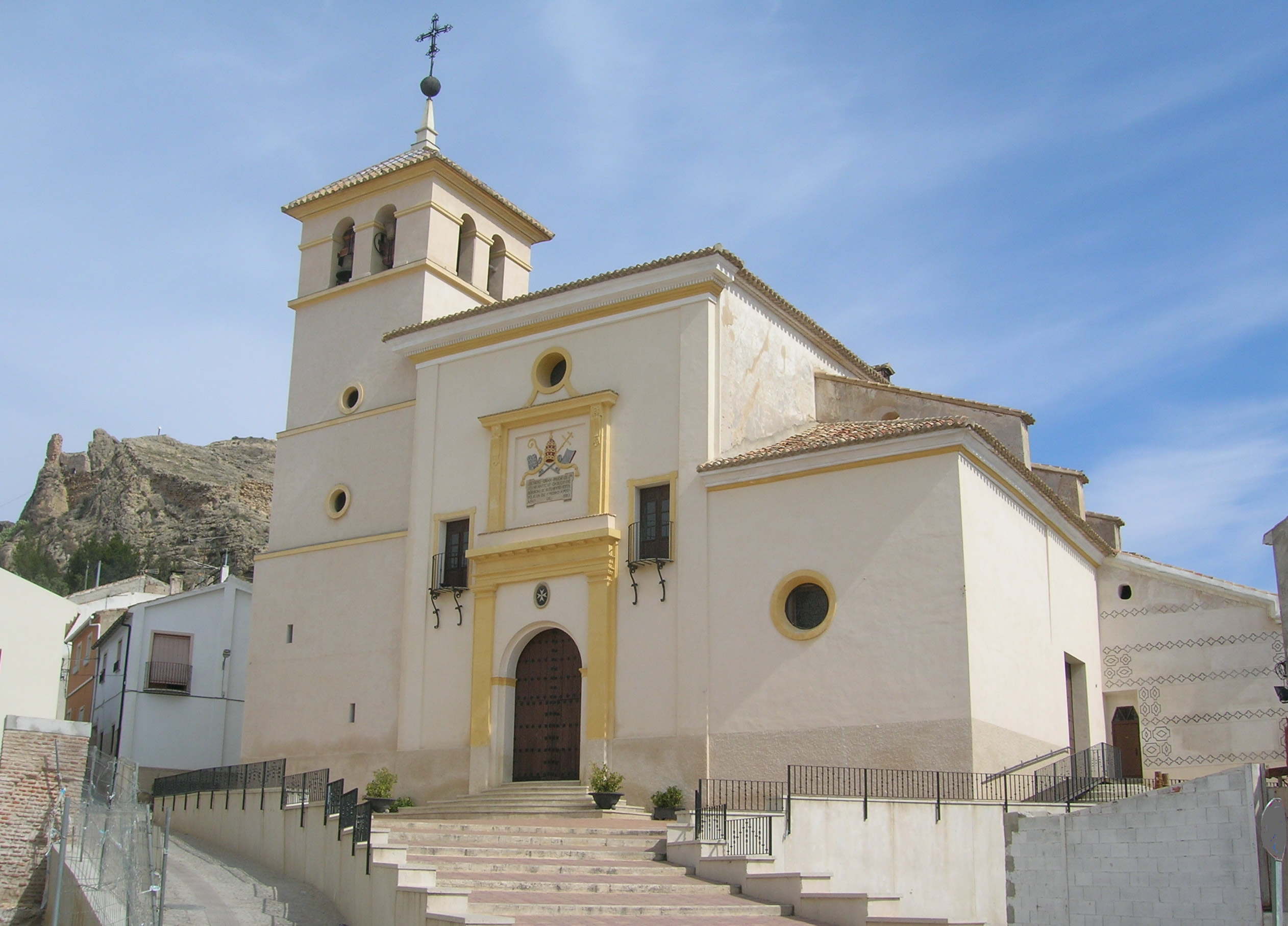

É o templo mais antigo e maior do município, representando bem a própria história da cidade. Construído pelos cavaleiros da Ordem de São João de Jerusalém, os primeiros dados documentais sobre a Igreja de São Pedro Apóstolo, sede do seu priorado, datam de 1414. Em 1812, sofreu o saque das tropas do marechal Soult. Reconstruída em 1820, sem o coro onde eram cantadas as horas canônicas, em 1873 deixou formalmente de pertencer à Ordem por decreto das Cortes. Foi incendiada em 25 de fevereiro de 1936 e restaurada após o término da Guerra Civil Espanhola.
A fachada do templo é estruturada em ordem decrescente pela torre, a portada principal e o batistério. Sobre a porta principal está o escudo da Ordem de São João. É flanqueada por pilastras adossadas de ordem toscana, sobre as quais estão inscritos o escudo e os símbolos papais: mitra, bíblia, báculo e cruz patriarcal. Acima do átrio há um óculo que ilumina o coro da igreja.
A capela mais interessante de todas é a do batismo, situada na entrada do templo (os não batizados não podiam atravessá-la) e dedicada à Imaculada Conceição de Maria. Contém um magnífico retábulo barroco (1769), com uma nicho central ocupada hoje por uma Imaculada e ménsulas laterais com símbolos heráldicos da Ordem de São João, tudo com uma estrutura e cornija muito movimentada, flores, folhas, volutas e anjinhos. Este conjunto é coroado por uma tela de São Marcos.
Nesta capela, destaca-se outra das imagens interessantes da igreja, São João Evangelista, de José Dies (1944). Destaca-se especialmente a acabamento requintado das mãos e a serenidade do rosto, cuja barba incipiente está magistralmente insinuada. Suas roupas utilizam as cores tradicionais na iconografia sanjuanista: vermelho para o manto (símbolo de sua proximidade a Cristo) e verde para a túnica, ambos adornados com ouro. Sobre o fundo dourado e verde da túnica, encontramos uma constelação de medalhões de rocalla, esculpidos com certo relevo e decorados com especial atenção, conferindo uma grande naturalidade a este tecido brocado. Os medalhões estão espalhados por mangas, ombros e parte frontal, contendo um profundo azul escuro em seu interior. No medalhão que ocupa o peito, podemos ver os símbolos mais importantes do Apóstolo: um livro, seu evangelho, uma pena, que se refere à sua condição de teólogo e escritor, e uma águia, o animal mítico que o identifica dentro do tetramorfos vislumbrado por Ezequiel. A imagem do Apóstolo amado recebe a luz do grande óculo que observamos na fachada, ornado com uma vitral modernista de design vegetal, do final do século XIX.
No lado do templo, encontramos a sacristia, do século XVIII, apresentando uma curiosa decoração exterior, típica do esgrafiado feito nesta época, usando no entanto um motivo original baseado em corações e elementos geométricos.
- El Molinico (século XVI)

A fachada revela duas torres desiguais de cada lado, que emolduram uma fachada de pedras. A porta é emoldurada por duas pilastras de ordem toscana. Sobre esses capitéis está um arquitrave jônico, um friso dórico e uma cornisa, sobre a qual está organizado o escudo da família Melgarejo. O caráter maneirista da fachada é completado com quatro janelas desalinhadas que abrem as aberturas deste conjunto, cercado por outro corpo adicionado posteriormente e sem pedras, com dois óculos. Possui três andares e amplas dependências; após a restauração realizada pelo arquiteto Francisco Martínez Llorente em 1988, abriga o Arquivo Histórico Municipal e a Fundação Emilio Pérez Piñero.
- Pósito de la Encomienda (século XVIII).

Antigo celeiro da Ordem de São João, à qual a vila pertencia, situado no início da Calle Mayor, na Plaza de la Constitución, e muito próximo da Igreja de São Pedro. A fachada é de grande austeridade, caracterizando-se pelo uso de tijolos e pela ausência de varandas. O primeiro andar apresenta arcos de meio ponto - também de tijolo - e o superior uma cobertura de madeira. Construído entre 1730 e 1731 pelo mestre Diego Gutiérrez sobre a antiga pousada e parte do antigo jardim do comendador, comunicava na época com o autêntico Palácio da Encomienda, com o qual costuma ser confundido. O conjunto de edifícios que constituíam este último, muito desfigurado, foi demolido em 2008.
Declarado Monumento Nacional, atualmente abriga o Museu Arqueológico Municipal (culturas argáricas, romanas e cerâmicas hispano-muçulmanas do sítio de Villa-Vieja), inaugurado em 16 de novembro de 2006.
- Torre do Relógio (século XVIII-XX).

A Torre do Relógio tem planta quadrada, podendo ser dividida em três corpos de altura semelhante. O segundo corpo contém o relógio, e o último possui uma área aberta com três aberturas por lado para os sinos, com cobertura em quatro águas, coroada com uma cruz e veleta. A entrada é uma pequena porta de madeira. Como elementos de alvenaria, utiliza-se o tijolo, criando arcos apontados sobre o mostrador do relógio e painéis nas cornijas, seguindo certa inspiração mudéjar.
A primeira referência à existência de uma torre - com relógio - na Calle Mayor data de 1756. Após sofrer várias reparações (1767, 1801), em 1902 foi demolida e reconstruída, sendo concluída em 1905, conforme as indicações do arquiteto Pedro Cerdán da Real Academia de Belas-Artes de São Fernando e sob a administração do prefeito D. Gabino Ruiz Soler.
Na reconstrução, a característica forma octogonal do segundo corpo, ainda visível em fotografias antigas, desapareceu. O sino provém do antigo relógio localizado originalmente nos edifícios da câmara municipal. Uma inscrição (em latim) nos diz: "Jesus e Maria, Livrai-nos do Trovão e da Tempestade. Ano do Senhor de 1572."
O aspecto atual resulta da restauração de 1996.
- Fonte da Corredera (século XVIII)

Apesar de sua simplicidade, é o monumento civil mais importante de Calasparra. A fonte, situada na Plaza de la Corredera, foi construída sob o reinado de Carlos III em 1775. Uma base de granito sustenta uma taça de mármore rosa, que abriga um cilindro de granito com quatro cabeças de leão em bronze de onde a água flui, e uma pedra quadrangular com inscrições em três de suas faces e o escudo da vila na principal. Este é o mais completo e antigo exemplo heráldico que sobreviveu. O conjunto é coroado por uma figura de uma criança com um peixe, de origem muito posterior.
A fonte sofreu com as diversas restaurações que recebeu, bem como com as várias transformações na Praça que a abriga.
- Santuário da Virgem da Esperança (séculos XVII-XX)

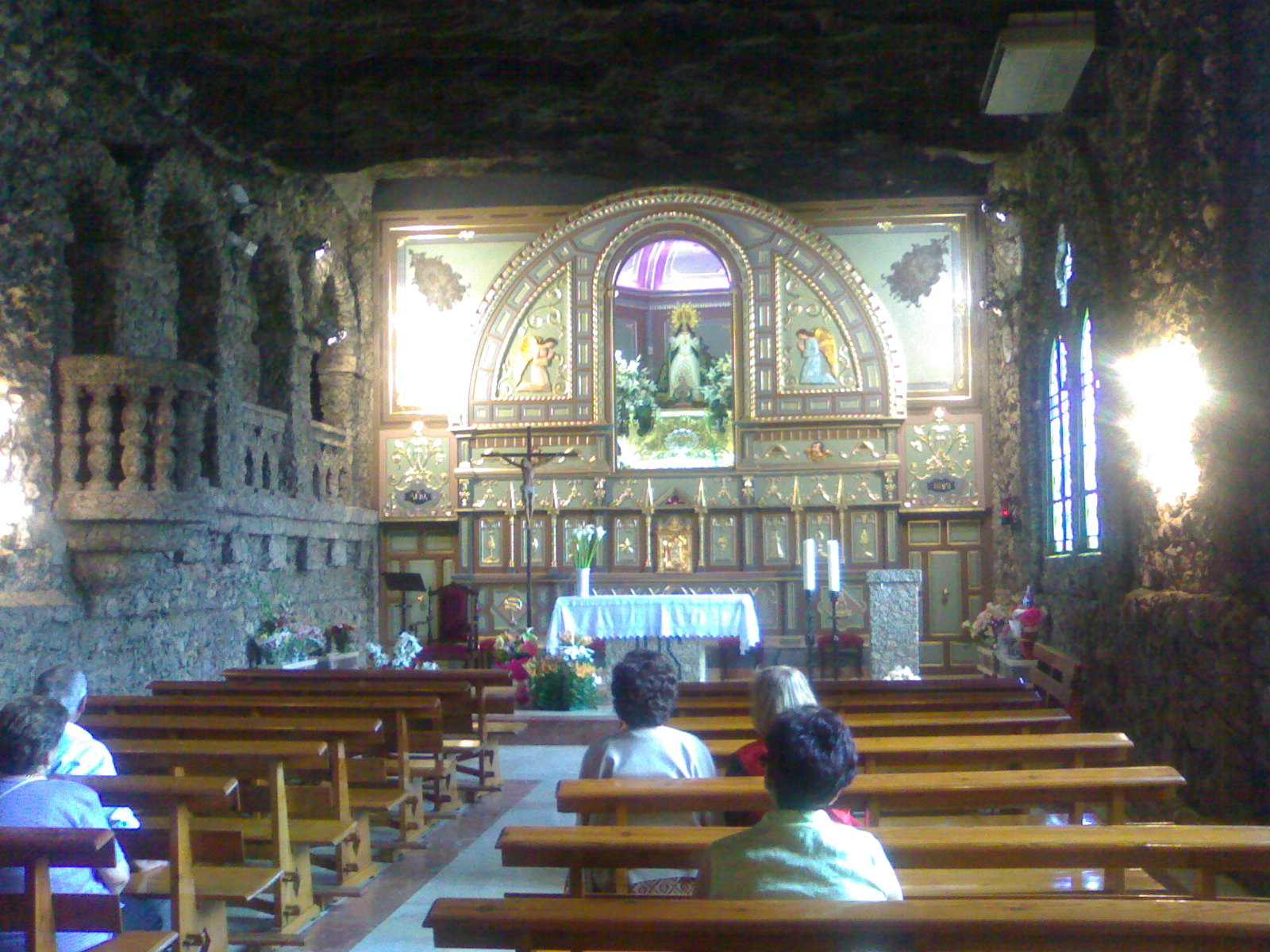

O Santuário está localizado em um lugar a 6 km por estrada da vila. A ermida abriga duas imagens da Virgem da Esperança, Padroeira de Calasparra, que são cultuadas juntas. A ermida primitiva (século XVII) estava em uma das cavernas sobre o rio Segura, um abrigo natural para pastores, e ao longo do tempo foram adicionadas novas salas e edifícios com a expansão do culto. A criação de terraços até o rio foi seguida pela criação de áreas de serviços modernas, como estacionamento, restaurante, hotel, etc. Apesar das sucessivas ampliações, continua sendo um belo lugar de lazer e oração, declarado Lugar de Interesse Geológico.
A arquitetura atual tem sua origem nas reformas do templo realizadas de 1948 a 1968. A Comissão de Obras decidiu usar a pedra local como material de construção, para que o templo continuasse a fazer parte da própria montanha. Esse recurso construtivo, respeitado até hoje, resultou em um conjunto eclético onde ainda se pode perceber o impulso neogótico primitivo. Dentro do templo, um belo retábulo (1892) que sintetiza as letanias lauretanas rodeia o altar-camarim onde estão as duas imagens: La Pequeñica ou La Aparecida, de estilo renascentista (século XVI), manifestamente grávida, aos pés da Mayor, de estilo plenamente barroco (século XVII), uma donzela que segue os esquemas pós-tridentinos.
O nome atual da virgem, Ntra. Sra. da Esperança, é uma simplificação da advocação da Boa Esperança ou Expectação, segundo a documentação histórica local, título que definia melhor sua função tradicional como Deipara ou Sancta Dei Genitrix, agora subsumido no mais abstrato de Maria, Esperança dos Cristãos, conforme tem se desenvolvido na liturgia romana desde o Concílio de Trento até o Concílio Vaticano II. A devoção às suas duas imagens conjuga sabiamente ambos os aspectos. Perto do camarim, são colocados ex-votos de cera, réplicas das partes do corpo curadas por sua intercessão (mãos, coração, fígado, etc.), e especialmente enxovais nupciais (ramalhetes, vestidos), entre outras ofertas. Entre 7 e 8 de setembro ocorre a romaria noturna ao Santuário da Esperança, que conclui a semana de festas em honra à mesma.
Uma Coroação Canônica das imagens ocorreu em 1996. Além disso, um Ano Jubilar, que terminou em 21 de dezembro de 2008, foi decretado pelo papa Bento XVI. Nesse ano, o Santuário figurou entre os cinco primeiros da Espanha, com cerca de um milhão de visitantes anuais, segundo fontes da Mayordomía.

## Heráldica
- Escudo

O escudo de Calasparra tem sua origem no motivo representado na Fonte de la Corredera, datado de 1775, bem como em outros motivos contemporâneos, como os esculpidos nos bancos para as autoridades do conselho, antigamente situados na Igreja Paroquial de São Pedro. Motivos semelhantes, embora mais tardios, também podem ser encontrados nesta igreja, assim como na fachada da ermida dos Santos Mártires Abdón e Senén.
Aparentemente, o emblema municipal só começou a ser usado em publicações institucionais com a administração de D. Federico Jaén Pérez-Muelas (1961-1968). Assim, o escudo oficial, aprovado pelo Ministério do Governo em 1962 e com o parecer da Real Academia de História, é descrito da seguinte forma:
De prata, torre de gules, donjonada, aclarada e mazonada de sable, em cujo homenaje há um estandarte de sable; e siniestrada de parra de sinople, frutada de púrpura. Ao timbre, coroa real.
A significação do escudo é complexa e pode ser fundamentada em três níveis diferentes:
1. Histórico: Existência real de uma torre do homenageio no castelo fortaleza, residência simbólica do Comendador da Ordem de São João. Existência mais problemática de um bosque de olmos, emparrados, em seus arredores (José Villava e Córcoles 1730).
2. Heráldico: É uma arma parlante. Trata-se de um hieróglifo que diz Castelo da Parra, e este seria o significado autêntico do nome da vila (José Villava e Córcoles 1730) ou um dos significados possíveis (Juan Lozano 1794). Essa etimologia, hoje considerada incorreta, é contemporânea da Fonte de la Corredera.
3. Iconográfico: A fortaleza e a vinha são símbolos marianos, enquanto a corneta negra e o fruto da videira indicam respectivamente São João Batista e Jesus Cristo. A torre é a torre de David, segundo um emblema semelhante (Nicolás de la Iglesia 1659), e a refundação do povo – um lugar inóspito – só foi possível sob a proteção de Maria (José Villava e Córcoles 1730).

Devido ao esquecimento da documentação inicial de 1962, a representação cromática do escudo variou amplamente. Para resolver o problema, foram realizados diversos blasonamentos, entre os quais se destacam os de Serafín Alonso, Luis Lisón e Eduardo Panizo. Estudos mais completos sobre blasonamento foram realizados com motivo da reconstrução da bandeira de Calasparra em 2008, com base na pesquisa histórica conduzida por José Juan Moya e Martínez e na pesquisa simbólica de Luis Armand Buendía (UPV).
O escudo atual de Calasparra foi oficialmente aprovado por Decreto da Comunidade Autónoma da Região de Múrcia em 2010 e é descrito da seguinte forma: “Escudo espanhol. De prata. Torre de gules, donjonada, aclarada e mazonada de sable sobre rochas, em cujo homenaje há uma corneta de sable abatida para o lado sinistro. Siniestrada de parra de sinople, frutada de púrpura. Ao timbre, Coroa real fechada.”
- Bandeira

Referências ao estandarte da companhia da vila de Calasparra foram encontradas pelo pesquisador José Juan Moya y Martínez tanto nos Livros capitulares quanto nos Livros protocolos notariais do século XVII existentes no Arquivo Municipal de Calasparra. A bandeira é descrita de forma sucinta como formada por quatro panos de tafetá azul, verde, leonada e dourada, com duas grandes cruzes do hábito de São João estampadas nela em ambos os lados do tecido.
Segundo os autores da reconstrução, José Juan Moya e Luis Armand Buendía, da Universidade Politécnica de Valência (UPV), de acordo com essa descrição, o estandarte seria constituído por quatro grandes peças de seda, cada uma de uma cor, com uma grande cruz de malta em seu anverso e reverso, distribuídas da maneira mais simples e comum na época estudada: uma composição em aspa. A reconstrução, que segue a paleta cromática definida pela Flags of the World (FOTW), foi apresentada na revista VIA CRUCIS n.º 2 e na Sociedade Espanhola de Vexilologia (SEV) em seu XXIII Congresso Nacional (Basauri 2008).

## Festas
As celebrações dos Santos Mártires Abdón e Senén ocorrem hoje em torno do seu martírio no dia 30 de julho, e também historicamente em torno do dia 30 de agosto para se conectar com a epifania mariana. Desde o século XVII até o século XIX, as festas eram organizadas em torno da compra e condução de gado bovino das pastagens próximas, touros de corda na rua principal e várias competições na Praça de la Corredera (L. Armand Ruiz 1977), que concluíam com uma refeição de caridade e a distribuição de pão - também conhecida como distribuição de vales - a Caldera (Antonio José Egea 2008). A tradição dos encierros, extinta em 1896, foi recuperada no conjunto das festas patronais (Marcial García 2001).
As celebrações da Virgem da Esperança ocorrem na primeira semana de setembro. Destacam-se novamente as festas taurinas: Feria Taurina del Arroz de Calasparra, criada em 1999 seguindo o modelo dos Sanfermines. Os encierros têm lugar desde a Praça da Constituição através de um percurso de cerca de 900 metros até o coso de La Caverina, onde finalmente ocorre a lide. O festival termina com a entrega da Espiga de Oro, um prêmio de prestígio crescente patrocinado pelo Ayuntamiento. Os encierros de Calasparra são muito populares e estão declarados de Interesse Turístico Regional.

## Pratos típicos
- Arroz 
  - Arroz e coelho (com giçanos ou caracóis serranos), Arroz e alubiones (feijões), Arroz e frango, Arroz com carne de porco e favas, Arroz e legumes, Arroz com buche de pava (deve-se ser experiente ou fica gorduroso), Arroz viudo (com poucos ingredientes e bom refogado), Arroz com mondongo (estômago e patas de cabrito), Arroz com alhos-porós, sépia e amêijoas, Arroz com alhos-porós, bacalhau e amêijoas.

- Assados e Carnes 
  - Cabeça ou pernil de cordeiro, Coelho assado, perna de cabrito (assado em forno), Costelinhas de cabrito fritas com alhos-porós, de cordeiro ao alho, Peito de pava na brasa (para o Natal), Carne de porco frita com tomate e giçanos.

- Guisos, Estufados, Potagens 
  - Caldera (toro estufado com grão-de-bico e vegetais), Andrajos, Aletría, Michirones, Potagens de toucinho (com espinhaço de porco), de erva-doce, de tabillas (favas tenras com a vagem).

- Saladas: 
  - Moje, Salada de alubiones, Salada de batatas assadas e azeitonas verdes,
- Verduras 
  - Zarangollo, Caldo de espargos, Giçanos (níscalos) fritos.

- Migas: 
  - De pão ou de farinha, De pão com chocolate (para o café da manhã), De matança do porco, com fígado e a saura (assadura).